# Adnan Kapau Gani
Adnan Kapau Gani (Palembajan, 16 settembre 1905 – Palembang, 23 dicembre 1968) è stato un politico indonesiano.
Nato nella Sumatra Occidentale, trascorse gran parte della sua giovinezza a Giava, dove studiò medicina e si dedicò al nascente movimento nazionalista del Paese, prima di andare in Sumatra Meridionale per lavorare come medico. Durante la Guerra d'indipendenza indonesiana coprì per tre mandati il ruolo di ministro del welfare; due di questi erano in concomitanza con quelli di vice primo ministro. Successivamente andò a Palembang, dove rimase attivo in politica fino alla sua morte. Nel novembre 2007 fu nominato eroe nazionale.

## Biografia

### I primi anni
Gani nacque a Palembajan, ad ovest di Bukittinggi. Figlio di un insegnante, terminò i suoi primi studi a Bukittinggi nel 1923 per poi andare a Batavia (oggi Giacarta) e completare gli studi secondari e studiare medicina. Si laureò alla STOVIA (School tot Opleiding van Indische Artsen) nel 1926.
Fin da adolescente fu attivo in politica e in varie organizzazioni sociali. Era membro infatti di diversi gruppi per giovani nativi, tra cui Jong Java e Jong Sumatera. Alla fine degli anni venti gestiva diverse attività, tra cui una pensione e una rivendita di libri, le cui entrate gli permisero di donare fondi al Congresso dei giovani del 1928, dove per la prima volta fu letto Il giuramento della gioventù e suonato l'inno nazionale Indonesia Raya. Nel 1931 entrò a far parte del Partindo, un'ala del Partito nazionale indonesiano (PNI) distaccatasi poco dopo l'arresto di Sukarno da parte del governo coloniale. Gani lo conobbe l'anno seguente dopo il suo rilascio dal carcere e insieme a lui si unì alla Federazione politica indonesiana.
Da sempre interessato anche alla recitazione e al teatro, nel 1941 ricoprì il ruolo del protagonista del film Asmara Moerni, prodotto dalla Union Films, accettando l'invito offertogli dal regista Rd Ariffien. All'epoca l'industria cinematografica del Paese si stava spostando verso la realizzazione di pellicole che potessero soddisfare un pubblico più colto. Sebbene alcuni considerassero il coinvolgimento di Gani come un tradimento per il movimento, egli ritenne l'esperienza necessaria per cambiare il modo in cui la gente considerava le produzioni locali. Il lungometraggio, l'unico che abbia mai realizzato, fu un successo commerciale. Nello stesso periodo ottenne l'abilitazione ad esercitare la professione medica.
Dopo che i giapponesi occuparono le Indie nel 1942, Gani si rifiutò di collaborare. Come tale, fu arrestato nel settembre del 1943 e imprigionato fino all'ottobre dell'anno successivo. Trascorse il restante periodo dell'occupazione come professionista privato.

### La rivoluzione nazionale
Dopo la Proclamazione dell'indipendenza indonesiana e durante la guerra d'indipendenza, Gani acquisì un maggiore potere politico mentre prestava servizio anche con le forze militari. Dal 1945 al 1947 fu il commissario per la PNI in Sumatra Meridionale, entrando a far parte del consiglio amministrativo di quella regione. Coordinò pure gli sforzi militari nella provincia. Considerava Palembang una valida potenza economica per la nuova nazione indipendente, sostenendo che con il petrolio avrebbe potuto raccogliere il sostegno internazionale: negoziò di fatto delle vendite con interessi internazionali, tra cui quelle con la Shell di proprietà olandese, mentre contrabbandava armi e forniture militari oltre il blocco olandese. In questo fu aiutato dalla comunità cinese di Singapore, con la quale aveva stretto numerosi legami.

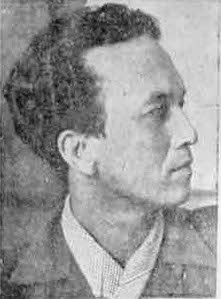
Gani nel 1947 circa

Dal 2 ottobre 1946 al 27 giugno 1947 fu ministro del welfare sotto il primo ministro Sutan Sjahrir nel suo Terzo Gabinetto; Sjahrir in seguito rivelò di aver avuto l'impressione che Gani gli fosse stato imposto da Sukarno, allora presidente. Mentre era ministro del welfare, con Sjahrir e Mohammad Roem, Gani prestò servizio nella delegazione indonesiana alla terza sessione plenaria per l'Accordo di Linggajati, diventando firmatario il 25 marzo 1947; gli olandesi lo consideravano poco diplomatico e incline a mostrare le sue emozioni. Lavorò inoltre per stabilire una rete bancaria nazionale, la BTC, così come diverse organizzazioni commerciali.
Con Amir Sjarifuddin e Setijadji, formò un nuovo Gabinetto, ricevendo il suo mandato il 3 luglio. Sotto Sjarifuddin rimase in carica come ministro del welfare, ma svolse anche funzioni di vice primo ministro . Fu il primo membro del gabinetto arrestato durante l'Operation Product, un assalto olandese sul territorio indonesiano a metà luglio, ma fu successivamente rilasciato. Partecipò pure a una conferenza commerciale a L'Avana, Cuba. Nel Secondo Gabinetto di Amir Sjarifuddin mantenne le stesse mansioni, fino a quando il governo non crollò il 29 gennaio 1948 a causa dell'insoddisfazione per l'accordo della Renville.

### Post-rivoluzione
Nel 1949, al termine della rivoluzione, Gani divenne governatore militare della Sumatra Meridionale. Nel 1954, mentre era ancora impegnato in politica come ministro dei trasporti nel Primo Gabinetto di Ali Sastroamidjojo, divenne rettore della Sriwijaya University di Palembang; rimase attivo nella provincia fino alla sua morte, avvenuta il 23 dicembre 1968. Fu sepolto nel cimitero degli eroi di Siguntang della città. Gani era sopravvissuto a sua moglie, Masturah; la coppia non ha avuto figli.

## Eredità culturale
Il 9 novembre 2007, il presidente Susilo Bambang Yudhoyono nominò Gani eroe nazionale dell'Indonesia, assieme a Slamet Rijadi, Ida Anak Agung Gde Agung e Moestopo secondo il Decreto Presidenziale Numero 66 / TK of 2007.

## Filmografia
- Asmara Moerni, regia di Rd Ariffien (1941)